# Lacunoides
Lacunoides is een geslacht van weekdieren uit de klasse van de Gastropoda (slakken).

## Soorten
- Lacunoides exquisitus Warén & Bouchet, 1989
- Lacunoides vitreus Warén & Bouchet, 2001